# El Puerto (Panama)
El Puerto è un comune (corregimiento) della Repubblica di Panama situato nel distretto di Remedios, provincia di Chiriquí. Si estende su una superficie di 34,4 km² e conta una popolazione di 720 abitanti (censimento 2010).